# Fanmeile Berlin

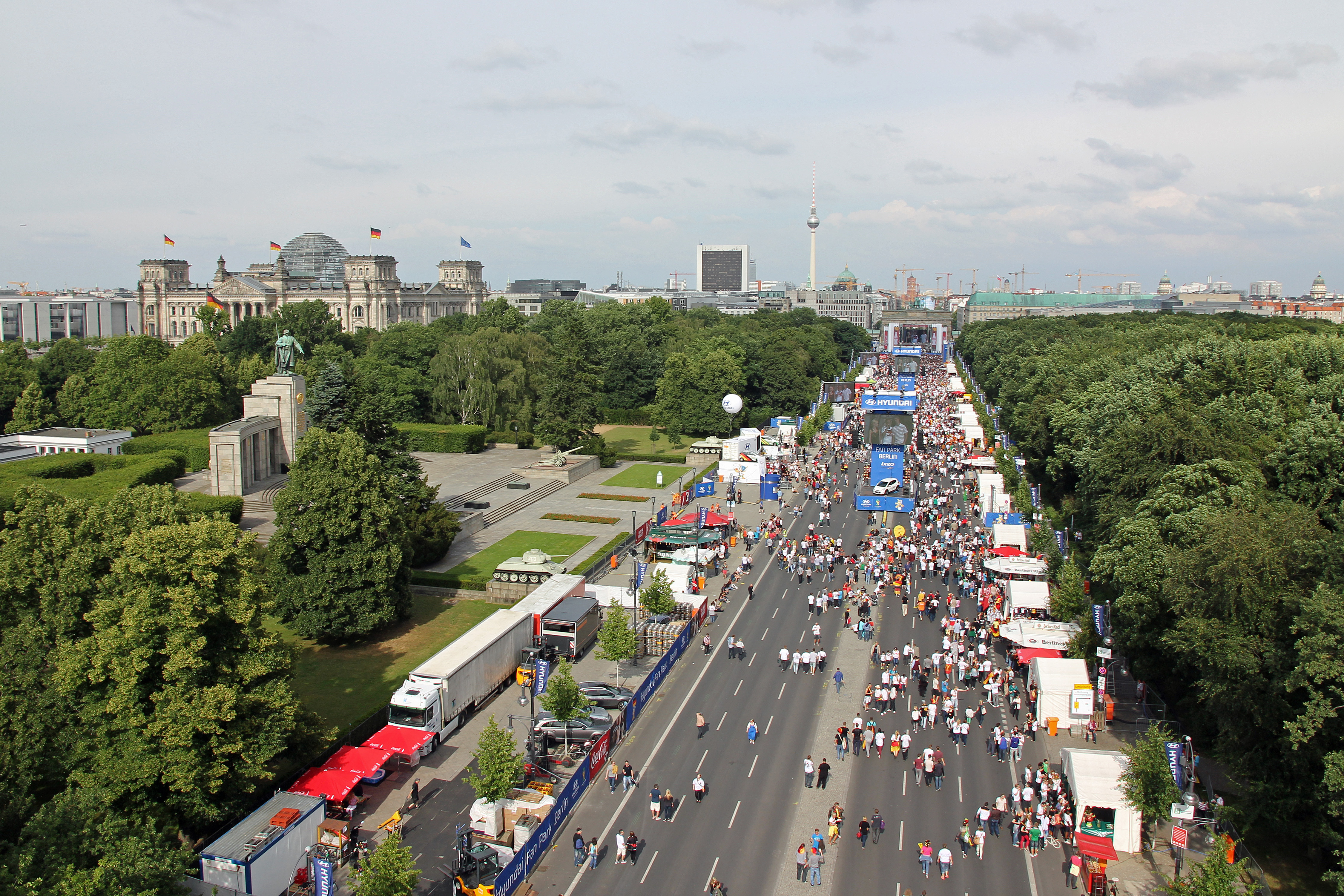
Die Berliner Fanmeile zur Fußball-Weltmeisterschaft 2014 am 16. Juni 2014

Die Fanmeile Berlin (offiziell: FIFA Fan Fest Berlin) im Berliner Ortsteil Tiergarten auf der Straße des 17. Juni zwischen Großer Stern und Brandenburger Tor ist eine Fanmeile in Berlin. Sie wurde erstmals eingerichtet während der Fußball-Weltmeisterschaft 2006.

## Geschichte WM 2006
Die Fanmeile befindet sich inmitten des Großen Tiergarten auf der Straße des 17. Juni, die dazu für die Dauer des anlassgebenden Ereignisses für Autofahrer gesperrt wird. 2006 war sie 1,8 Kilometer lang und 40 Meter breit, hatte also eine Fläche von 72.000 Quadratmetern. Dies entspricht der Größe von vierzehn Fußballfeldern. Auf ihr gab es neun Großbildleinwände mit insgesamt 234 Quadratmetern Bildfläche. Die größte Leinwand stand mit etwa 60 Quadratmetern direkt vor dem Brandenburger Tor.
Ursprünglich war von der Senatsverwaltung der Spreebogenpark gegenüber dem Berliner Hauptbahnhof mit einer Kapazität von etwa 25.000 Personen vorgesehen. Aufgrund von Sicherheitsbedenken und Kritiken der FIFA und einzelner Sponsoren rückte der Senat allerdings von diesem Vorhaben ab und wählte die Straße des 17. Juni als Schauplatz des Fanfestes, für das sie bis zu 100.000 Besucher erwartete.
Geschätzte 300.000 Menschen verfolgten dann dort das Eröffnungsspiel der Fußball-WM zwischen der DFB-Elf und Costa Rica live vor Ort. Die Begeisterung war teilweise so groß und der Ansturm so gewaltig, dass die Fanmeile temporär für weitere Besucher gesperrt werden musste. Beim ersten Achtelfinalspiel Deutschland gegen Schweden musste die Fanmeile auf der Straße des 17. Juni schon eine Stunde vor Spielbeginn geschlossen werden, weil sie mit 750.000 Besuchern voll gefüllt war. Als Reaktion darauf wurde die Berliner Fanmeile zum Halbfinale und zum Finale erweitert, sodass zusätzlich 150.000 Menschen Platz fanden. Der Große Stern, der bis dahin von Sperrungen verschont blieb, wurde in das Areal einbezogen. Zum Ende der Fußball-Weltmeisterschaft 2006 am 9. Juli zeigte die deutsche Nationalmannschaft auf der Fanmeile vor dem Brandenburger Tor Präsenz vor ihren Fans, um sich bei ihren Anhängern für die Unterstützung zu bedanken. Die Veranstaltung der Fanmeile verursachte insgesamt Schäden an Sträuchern, Wegen und Bäumen des Tiergartens von insgesamt etwa 300.000 Euro.
Am 2. Juli 2006 kam es auf der Fanmeile Berlin zu einem Zwischenfall: Ein Autofahrer fuhr zur Mittagszeit bei wenig Publikumsbetrieb durch die Polizeiabsperrungen in die Menschen, wobei 25 Personen verletzt wurden. Der Fahrer wurde als geistig gestört beschrieben.

## EM-Fanmeile Berlin 2008
Nach Erfolg des Konzeptes bei der Fußball-Weltmeisterschaft 2006 wurde auch für die Fußball-Europameisterschaft 2008 wieder eine Fanmeile eingerichtet. Diesmal wurden aber lediglich die beiden Halbfinale und das Endspiel am Brandenburger Tor gezeigt.

## WM-Fanmeile Berlin 2010

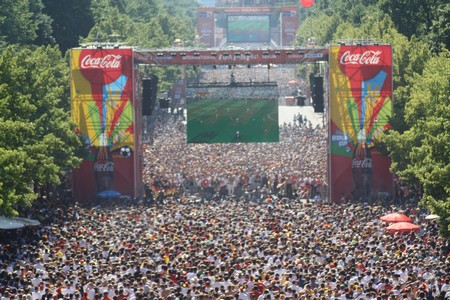
Die Berliner Fanmeile 2010 auf der Straße des 17. Juni,
Blick vom Presseturm

Auch zur Fußball-WM 2010 wurde wieder eine Fanmeile auf der Straße des 17. Juni in Berlin eingerichtet. Diesmal wurde die Hauptbühne an der Siegessäule aufgebaut. An sieben Monitoren konnten bis zu 350.000 Fans alle Spiele verfolgen.

## EM-Fanmeile Berlin 2012
Zur Fußball-Europameisterschaft in Polen und der Ukraine (8. Juni bis 1. Juli 2012) richtete Berlin Deutschlands größtes Fußball-Fanfest vor allem bekannt unter „Fanmeile“ auf der Straße des 17. Juni aus.
Die Vorrundenspiele der deutschen Nationalmannschaft wurden von mehr als einer Million Zuschauer besucht. Insgesamt waren auf der Straße des 17. Juni sieben Großleinwände für die Besucher aufgestellt. Die Hauptbühne mit ihrer 60 Quadratmeter großen Leinwand befand sich direkt vor dem Brandenburger Tor. Dort fand vor dem Anpfiff ein Vorprogramm mit Auftritten verschiedener Künstler statt.

## WM-Fanmeile Berlin 2014
Seit Frühjahr 2014 lag eine Entscheidung vor, dass zur Fußball-Weltmeisterschaft 2014 in Brasilien das Public Viewing auf der Straße des 17. Juni stattfinden konnte. Nachdem die deutsche Fußballnationalmannschaft am 13. Juli 2014 die Weltmeisterschaft gewonnen hatte, wurde sie zwei Tage später auf der Fanmeile von mehreren hunderttausend Besuchern empfangen.

## Champions Festival 2015
Das „Champions Festival“ anlässlich des Champions-League-Finales am 6. Juni 2015 im Olympiastadion fand vom 4. bis 7. Juni auf der Berliner Fanmeile statt. Es gab allerdings kein Public Viewing des Finalspiels.